# Золотая медаль имени Д. Н. Прянишникова
Золотая медаль имени Д. Н. Прянишникова — научная награда Академии наук СССР, названная в честь основоположника отечественной научной школы агрономической химии Д. Н. Прянишникова (1865—1948).
Была учреждена постановлением ЦК КПСС и Совета Министров СССР от 27 сентября 1962 года и присуждалась один раз в три года Президиумом АН СССР за выдающиеся работы в области питания растений и применения удобрений.

## Награждённые учёные
| Год  | Лауреат медали                      | За какие работы |
| ---- | ----------------------------------- | --- |
| 1968 | Клечковский, Всеволод Маврикиевич   | по совокупности работ в области питания растений и применения удобрений                                                                                        |
| 1971 | Соколов, Андрей Васильевич          | по совокупности работ в области питания растений и применения удобрений                                                                                        |
| 1974 | Петербургский, Александр Васильевич | за совокупность работ в области корневого питания растений и баланса питательных веществ в земледелии                                                          |
| 1977 | Давтян, Гагик Степанович            | по совокупности работ по агрохимическому изучению почв Армении и применению удобрений, созданию теории и практики возделывания растений в условиях гидропоники |
| 1980 | Мишустин, Евгений Николаевич        | за серию работ «Роль биологического азота и пути его использования в земледелии СССР»                                                                          |
| 1983 | Кретович, Вацлав Леонович           | за серию работ «Молекулярные механизмы питания растений азотом»                                                                                                |
| 1989 | Кореньков, Дмитрий Александрович    | за серию работ «Молекулярные механизмы питания растений азотом»                                                                                                |
| 1992 | Янишевский, Феликс Викентьевич      | за цикл работ «Агрохимические основы повышения эффективности и совершенствования состава фосфорсодержащих удобрений и ингибиторов нитрификации»                |